# 乌拉圭回合谈判成果

## 货物方面

### 关税减让的谈判
在关税减让方面，发达成员对品的关税减让幅度达40%，即加权平均税率从6.3%减为3.8%；发达成员承诺关税减让的税目占其全部税目的93%，占全部额的84%，其中承诺减让到零的关税税目的比例由乌拉圭回合前的21%增长到32%，涉及的额从20%增长为44%；15%以上的高峰税率比例由23%下降为12%，涉及额为5%，主要为纺织品和鞋；从关税约束水平方面分析，发达成员承诺关税约束的税目由78%上升为99%，涉及的额由94%增长为99%。
发展中成员的关税减让水平低于发达成员，加权平均税率由15.3%减为12.3%。从约束关税范围上分析，发展中成员税目约束比例由21%上升为71%，涉及的额由13%增长为61%。大部分发展中成员在乌拉圭回合后全面约束了关税，如智利、墨西哥、阿根廷等、韩国、尼西亚、马来西亚、泰国约束关税的比例在90%左右。
品关税的实施期为从1995年1月1日起5年内完成。
无论发达成员还是发展中成员，均全面约束了农产品关税，并承诺进一步减让，农产品减让从1995年1月1日开始，发达成员的实施期为6年，发展中成员的实施期为10年，但部分发展中成员也承诺6年的实施期。
对于发达成员，从减让幅度上看，发达成员总体关税的削减幅度在37%左右，发展中成员平均减让幅度在24%左右。

### 规则的谈判
在制定规则方面，乌拉圭回合达成的协议主要分为四组。第一组括《1994年关税与总协定》（简称GATT1994），它是对原来的《关税与总协定》（简称GATT1947）的修改版本，和如何谅解和减让表的《1994年关税与总协定马拉喀什议定书》。第二组括两项主要协议，主要目的是将农产品和纺织品与服装纳入到正常的规则管辖之下。第三组括《技术性》、《海关估价》、《装运前检疫》、《原产地规则》、《进口许可程序》、《实施卫生与植物卫生措施协议》和《与有关的措施》等7项协议，第四组括《保障措施》、《反倾销协议》、《补贴与反补贴》三项补救措施协议。

## 服务方面
过去关税与总协定只涉及货物领域，服务不属于关税与总协定多边体制的管辖范围，因此，许多国家在服务领域采取了不少保护措施，明显制约了国际服务的发展。为了推动服务的自由化，在乌拉圭回合谈判中，发达国家提出将服务业市场准入问题作为谈判的重点，经过8年的讨价还价，最后签署了《服务总协定》（英文缩写GATS），并于世界组织成立的1995年1月1日正式生效。
《GATS》将服务业分为12个部门160个分部门。在12个部门中,有涉及律师、会计、审计、计算机硬件安装和软件服务的专业服务部门；与邮政、电信、电传和邮件有关的服务；建筑与工程服务；括批发在内的商业分销服务；不同层次的教育服务；保护环境的服务；括保险与银行业务的金融服务；以及医疗、旅游、娱乐、文化和体育服务、服务及其他服务等。《GATS》将服务分为四种形式：一是服务的跨境交付和服务产品的跨境流动，如律师咨询、电信服务等；二是境外消费，这主要涉及旅游、教育和医疗；三是以商业存在（跨境设立商业或专业机构）形式提供服务，例如建商店、饭店、律师事务所、银行和保险公司的分支机构提供的服务；四是自然人临时流动提供的服务，括演出、讲学和行医等。
《GATS》的一般义务括最惠国待遇、透明度原则、逐步自由化承诺以及发展中国家的更多参与。与货物不同的是，服务的最惠国待遇不但给予服务本身，而且要给予服务的提供者。至于市场准入和国民待遇原则在《GATS》中不是作为普遍义务，而是作为具体承诺，与各具体部门的开放相联系，经过谈判才承担的义务。这种将一般性义务与具体承诺的义务区分开来的做法，是《GATS》一个十分重要特点。《GATS》还认识到发达国家和发展中国家服务业发展的不平衡。因此，在发展中国家更多参与原则中体现了对发展中国家的特殊考虑：第一，发达国家对于发展中国家服务的发展要给予自由准入的优先权；第二，允许发展中国家对服务业的适当保护，使其服务业的开放享有一定的灵活性；第三，发展中国家开放服务时可以设置条件。乌拉圭回合在服务领域取得的成果，是自1948年关税与总协定生效以来，多边体制在单一部门取得的最重要进展。

## 知识产权方面
知识产权是个人或单位基于智力创造性活动的成果所产生的权利。与货物中的有形物质相比，知识产权是一种看不见、摸不着的“无形”资产，它括专利权、商标权、版权和商业秘密等。知识产权的一个重要特点是地域性，即一个国家的法律给予知识产权的保护权在本国范围内有效，在别的国家不产生效力。为了便于一个国家的自然人或法人的知识产权在国外也能够取得法律保护，世界各国通过签订双边或多边条约，逐步建立起国际知识产权保护制度。但是，随着世界经济的发展，国际范围的扩大和技术开发的突飞猛进，有关保护知识产权的国际协定已不适应新的需要，同时还由于知识产权与国际的发展关系日益密切，关税与总协定便将与有关的知识产权纳入乌拉圭回合多边谈判之中。
乌拉圭回合知识产权谈判组于1991年12月提出了《与贸易有关的知识产权协议》（英文缩写TRIPs）。该协议经过讨论修改后，在乌拉圭回合结束之际被各国接受而成为正式协议。该协议明确了知识产权国际法律保护的目标和动机；扩大了知识产权保护的范围，加强了相关的保护措施；强化了对仿冒和盗版的防止和处罚；协议强调对反竞争行为和歪曲的控制；协议规定了对发展中国家提供特殊待遇的过渡期安排；最后协议还规定了与有关的知识产权机构的职责，以及相互之间合作的安排。知识产权协定是乌拉圭回合一揽子结果的重要组成部分，所有世界组织成员都受其规则的约束。

## 多边贸易体制
突破原有的议题，根据国际贸易发展的需要，达成《建立世界贸易组织协定》，通过建立贸易组织，取代“1947年关贸总协定”，完善和加强了多边贸易体制，为执行“乌拉圭回合”谈判成果，奠定了良好的基础，这是“乌拉圭回合”取得的最突出的成果。